# Pycnocentria funerea
Pycnocentria funerea är en nattsländeart som beskrevs av Mclachlan 1866. Pycnocentria funerea ingår i släktet Pycnocentria och familjen Conoesucidae. Inga underarter finns listade i Catalogue of Life.